# Cuicirama fasciata
Cuicirama fasciata là một loài bọ cánh cứng trong họ Cerambycidae.